# Seigneurie d'Ascalon
Pour les articles homonymes, voir Ascalon (homonymie).
La seigneurie d'Ascalon est un fief du royaume de Jérusalem. La ville d'Ascalon ne fut prise par les croisés qu'en 1153. À partir de cette date la seigneurie fut rattachée au comté de Jaffa, de sorte que ce dernier est souvent nommé comté de Jaffa et d'Ascalon. Ascalon fut conquis par Saladin de 1187 à 1192, et définitivement reprise par les musulmans en 1244.

## Liste des seigneurs
- vers 1100 Roger & Gérard
- 1100-1118 Domaine royal
- 1118-1118  Hugues Ier du Puiset-Jaffa
- 1118-1122 Albert de Namur
- 1122-1134 Hugues II
- 1134-1151 Domaine royal
- 1151-1163 Amaury de Jérusalem
- 1163-1176 Domaine royal
- 1176-1180 Guillaume de Montferrat & Sibylle de Jérusalem
- 1180-1186 Guy de Lusignan et Sibylle de Jérusalem
- 1191- ?   Guy de Lusignan
- ? - 1197   Aimery II de Lusignan
- 1197-1221 Domaine royal
- 1221-1250 Gauthier de Brienne
- 1250-1266 Jean d'Ibelin
- 1266-1276 Jacques d'Ibelin
- 1276-1291  Guy d'Ibelin

- Ensuite seigneurs titulaires